# 岐阜県中央食肉衛生検査所
岐阜県中央食肉衛生検査所（ぎふけんちゅうおうしょくにくえいせいけんさしょ）は、岐阜県大垣市にある岐阜県が運営する公共施設。

## 概況
- と畜場法のより設置されている食肉衛生検査所である。建物の述床面積は997.32㎡。
- 屠畜場で処理される家畜（牛、馬、豚、羊、山羊）、食鳥処理場で処理される食鳥（鶏、アヒル、七面鳥）を1頭1羽ごと病気の有無、残留薬剤の有無を検査。屠畜場、食鳥処理場の監視指導。食肉中の寄生虫や病原微生物などの調査。情報提供を目的とする。
- 岐阜県内の屠畜場及び食鳥処理場のうち養老町立食肉事業センター（養老町）、関市食肉センター（関市）、岐阜アグリフーズ（山県市）、コーチンミライズ（旧・タッキーフーズ南濃工場）[1]（海津市）を所轄する[2]。

## 施設
- BSE検査室
- 微生物検査室
- ウイルス検査室
- 理化学検査室
- 病理検査室

## 沿革
- 1971年（昭和46年）4月 - 西濃総合庁舎内の大垣保健所（現・西濃保健所）に、大垣食肉衛生検査所を設置。
- 1991年（平成3年）
  - 3月29日 - 現在地に新築移転。
  - 4月1日 - 岐阜県食肉衛生検査所に改称。
- 1992年（平成4年）4月 - 食鳥処理の事業の規制及び食鳥検査に関する法律の施行により、食鳥検査を開始。
- 2001年（平成13年）10月18日 - BSEスクリーニング検査を開始。
- 2018年（平成30年）4月 - 岐阜県中央食肉衛生検査所に改称。

## 所在地
- 岐阜県大垣市林町3丁目167-1

## 交通アクセス
- JR東海道本線・樽見鉄道・養老鉄道「大垣駅」下車、徒歩約10分。